# Номерні знаки Суринаму
Код Суринаму для міжнародного руху ТЗ — (SME).
| Image | First issued | Design | Slogan | Serial format | Serials issued | Notes |
| ----- | ------------ | ------ | ------ | ------------- | -------------- | ----- |
|       |              |        |        |               |                |       |

Суринам схематично повторює номерні знаки колишньої метрополії — Нідерландів. Від 1970-х років видавалися серії типу «00-00-хх». Остання літера серії означала тип ТЗ: Р — приватні, В — автобуси, V — вантажні, Т — трактори. В 1979 році форму номерних знаків було приведено від європейської до прийнятної для країн Латинської Америки.
Із 2010 року, через вичерпання серій приватного автотранспорту, було запроваджено нову серію «Рх-00-00», де перша літера «Р» означає приватні ТЗ.